# Peso específico real dos grãos
Na Mecânica dos solos o peso específico real dos grãos {\displaystyle (\gamma _{s})} é definido numericamente como o peso dos sólidos (Ps) dividido pelo seu volume (Vs), ou seja:
De um modo geral este valor não varia muito de solo para solo. Não importa se é argila, areia ou pedregulho pois o fator preponderante é a sua mineralogia, ou seja, depende principalmente da rocha matriz que deu origem ao solo.
O ensaio para determinação do Peso Específico Real dos Grãos é padronizado no Brasil pela norma ABNT NBR 6508/84. O método consiste basicamente em determinar o peso seco de uma amostra por simples pesagem e em seguida determinar seu volume baseando-se no princípio de Arquimedes.